# Белорусско-индонезийские отношения
Белорусско-индонезийские отношения — двусторонние дипломатические отношения между Белоруссией и Индонезией, установленные 18 июня 1993 года. Товарооборот между двумя странами с 1995 года по 2014 год вырос с 1,8 млн долларов до 220 млн долларов. В августе 2011 года в Джакарте было открыто белорусское посольство.

## История
Дипломатические отношения между двумя странами были установлены 18 июня 1993 года.
В 2008 году была заключена договорённость о создании Межправительственной белорусско-индонезийской комиссии по торговому, экономическому, научному и техническому сотрудничеству.
В августе 2011 года в Джакарте было открыто посольство Белоруссии, первым послом стал Владимир Лопато-Загорский. 18 — 20 марта 2013 года А. Г. Лукашенко посетил Индонезию с государственным визитом.
В сентябре 2015 года власти Индонезии решили установить безвизовый режим для туристических поездок граждан Белоруссии продолжительностью до 30 дней.

## Экономические отношения
Товарооборот между Белоруссией и Индонезией увеличился с 1995 года по 2014 год с 1,8 млн долларов до 220 млн долларов. В дальнейшем товарооборот снизился и в 2021 году составил 35,6 млн долларов.
В 2000 году между правительствами двух стран было подписано торговое соглашение. В 2012 году начались ограниченные поставки продукции Белорусского автомобильного завода в Индонезию.

## Научно-техническое сотрудничество
В 2013 году Индонезия подписала программу белорусско-индонезийского научно-технического сотрудничества.